# Shane Olivea
(en) Statistiques sur pro-football-reference
(en) Statistiques sur statscrew
Shane Olivea, né le 7 octobre 1981 à Cedarhurst (New York) et mort le 3 mars 2022 est un joueur américain de football américain.
Il a joué au poste d'offensive tackle dans la National Football League (NFL) après avoir été sélectionné par la franchise des Chargers de San Diego lors du septième tour de la draft 2004. Par la suite, il a joué pour les Giants de New York et a terminé sa carrière dans la United Football League jouant pendant deux saisons chez les Tuskers de Florida ensuite renommés Destroyers de la Virginie.
Il avait auparavant joué au niveau universitaire pour les Buckeyes d'Ohio State.

## Carrière

### Enfance
Olivea étudie à la Lawrence High School de Long Beach à New York.

### Université
Il entre à l'université d'État de l'Ohio et joue en NCAA Division I FBS avec son équipe de football américain des Buckeyes en 2000 et jusqu'en 2003. Il est titulaire pendant ces trois saisons et est sélectionné à deux reprises (2002 et 2003) dans l'équipe type de la Big Ten Conference.

### Professionnel
Shane Olivea est sélectionné en 209e choix lors du septième tour de la draft 2004 de la NFL par les Chargers de San Diego. Les spécialistes et consultants de la draft l'annoncent comme un très probable choix de troisième tour. Néanmoins, il se blesse à un muscle pectoral une semaine avant le début de la draft et de nombreuses équipes le rayent de leur liste. Néanmoins, A. J. Smith (en), directeur du personnel professionnel des Chargers de San Diego, le sélectionne avec un de ses derniers choix de draft.
| Taille             | Poids           | Bras | Main | Sprint   | Sprint   | Sprint   | Shuttle 20 yards | 3 cones drill | Détente         | Détente     | Développé couché | Test Wonderlic |
| Taille             | Poids           | Bras | Main | 40 yards | 10 yards | 20 yards | Shuttle 20 yards | 3 cones drill | verticale       | horizontale | Développé couché | Test Wonderlic |
| 1,93 m (4 ft 4 in) | 137 kg (302 lb) | -    | -    | 5,00 s   | -        | -        | -                | -             | 85 cm (33,5 in) | -           | -                | -              |

Dès son arrivée, il est titulaire au poste d'offensive tackle et il va occuper ce poste pendant quatre saisons. En août 2006, il signe une prolongation de contrat de six ans d'une valeur de vingt millions de dollars. Grâce à ses performances et à L'aventure avec San Diego prend brusquement fin le 28 février 2008 lorsqu'il est libéré de l'équipe après avoir été contrôlé, pour une seconde fois, positif à un test de drogue.
Le 10 juillet 2008, il signe avec les Giants de New York mais le 14 août, il est placé sur la liste des réservistes à la suite d'une blessure au dos. Il sera libéré quelques jours plus tard, sa blessure nécessitant une intervention chirurgicale. Il ne joue aucun match professionnel durant deux saisons.
En 2010, Olivea fait son retour et signe en United Football League pour les Tuskers de Floride. La saison suivante, l'équipe est renommée Destroyers de la Virginie et elle remporte le championnat UFL.

## Palmarès
- Sélectionné dans la deuxième équipe de la Big Ten Conference en 2002 et 2003 ;
- Sélectionné par Pro Football Weekly (en) dans l'équipe type des rookies de la NFL en 2004.

## Vie privée
Au cours de sa carrière de joueur, Olivea a développé une dépendance aux analgésiques. Il a déclaré qu'il avait pris jusqu'à 125 pilules de Vicodin en une journée. Il s'est enregistré au Betty Ford Center en 2008 et y a passé 89 jours en traitement. En 2015, Olivea est retournée dans l'État de l'Ohio pour terminer son baccalauréat.